# De Havilland Vampire

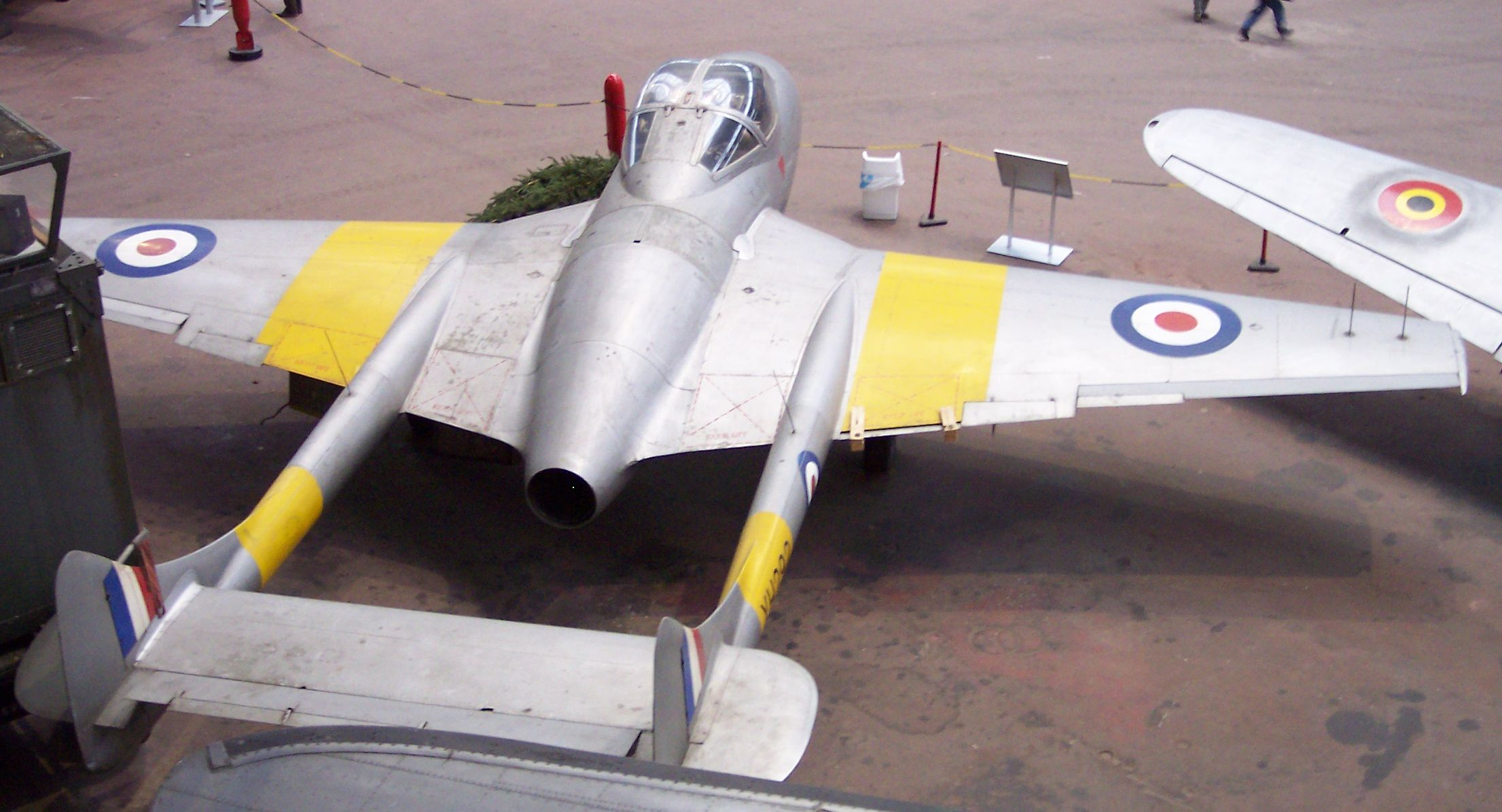
Dwumiejscowa wersja szkolna

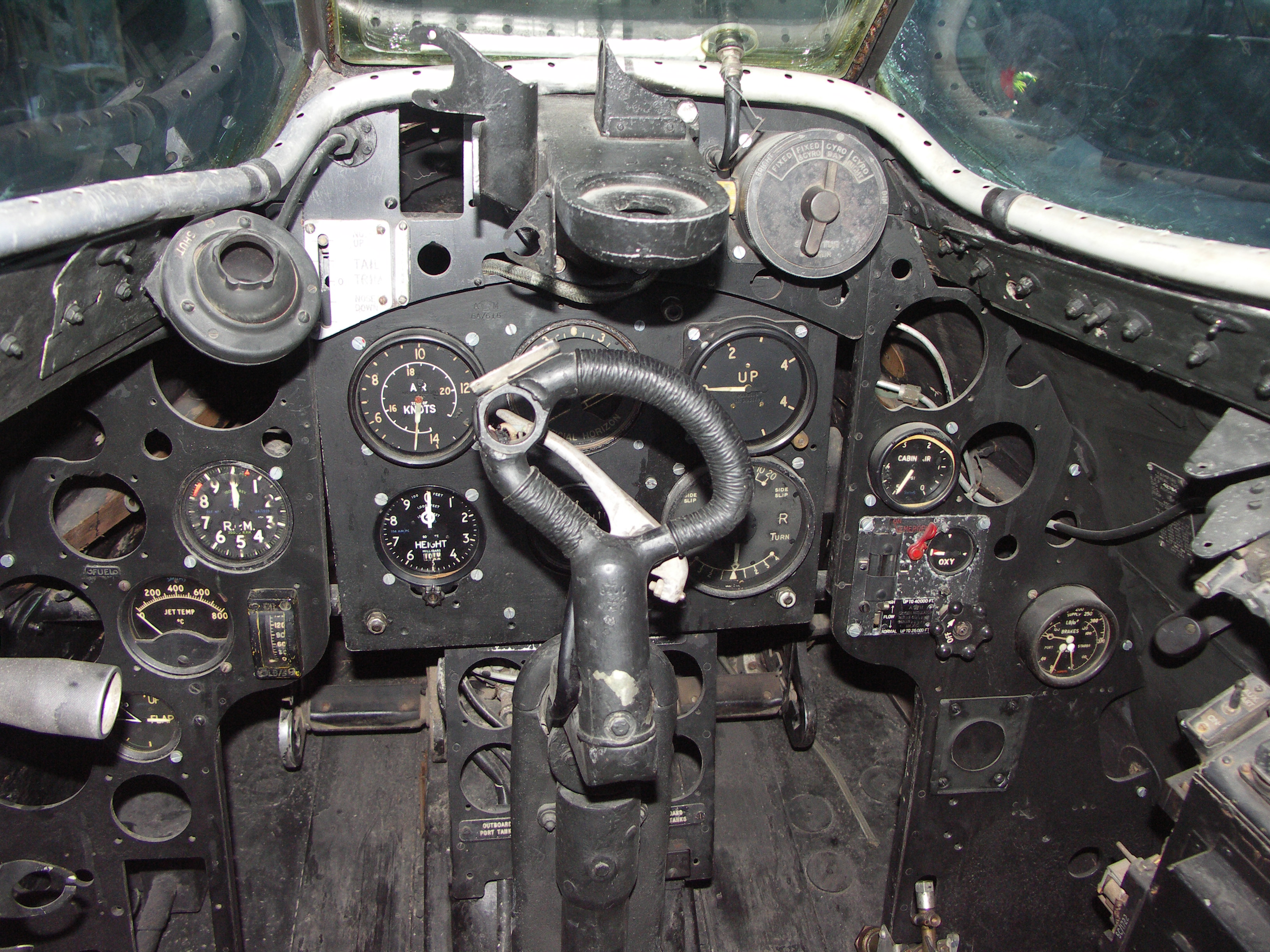
Kokpit wersji FB 5

De Havilland Vampire – brytyjski odrzutowy myśliwiec wprowadzony do służby pod koniec II wojny światowej, opracowany przez przedsiębiorstwo de Havilland. W latach powojennych wyprodukowano 3,3 tys. egzemplarzy samolotu, które służyły w siłach powietrznych 31 krajów.
Pierwszy lot prototypu miał miejsce 20 września 1943. Samoloty pierwszej wersji produkcyjnej (Mk I) pojawiły się w kwietniu 1945, lecz nie zdążyły wziąć czynnego udziału w wojnie, osiągając gotowość bojową dopiero w 1946.
W latach powojennych samolot stał się standardowym myśliwcem RAF-u obok Glosterów Meteorów. Opracowano także wersję nocną (NF), która jednak okazała się mało udana. Vampire’a wycofano z pierwszej linii w latach 50., ostatnia wersja szkolna była używana w RAF-ie do 1966. W innych krajach samoloty typu służyły aż do lat 70. Ostatnie, należące do Rodezji, zostały wycofane ze służby w 1979 roku. Ostatni egzemplarz szkoleniowy został wycofany w 1990 roku z czynnej służby w Szwajcarii
W Muzeum Lotnictwa Polskiego w Krakowie znajduje się jeden de Havilland Vampire.

## Wersje
- DH.100 – Trzy prototypy.
- Vampire Mk I (lub F.Mk 1, F1) – jednomiejscowy myśliwiec dla RAF, 244 egzemplarzy.
- Mk II – trzy prototypy, z silnikiem odrzutowym Rolls-Royce Nene. Jeden egzemplarz zbudowany, dwie konwersje.
- F 3 – jednomiejscowy myśliwiec dla RAF. Dwa prototypy z przebudowanych Mk I, 202 egzemplarzy wersji produkcyjnej.
- Mk IV – projekt z silnikiem Nene, nie budowany.
- FB 5 (lub FB.Mk 5) – jednomiejscowy samolot myśliwsko-bombowy, z silnikiem odrzutowym Goblin 2. 930 egzemplarzy dla RAF i 88 na eksport.
- FB 6 – jednomiejscowy samolot myśliwsko-bombowy, z silnikiem odrzutowym Goblin 3. 178 egzemplarzy; 100 zbudowane w Szwajcarii dla Szwajcarskich Sił Powietrznych.
- Mk 8 – konwersja wersji Mk I, z silnikiem Ghost.
- FB 9 – tropikalny samolot myśliwsko-bombowy z klimatyzacją, uzyskany z wersji Mark 5, z silnikiem Goblin 3 turbojet. 326 egzemplarzy, w większości zbudowane przez de Havilland.
- Mk 10 lub DH.113 Vampire – dwumiejscowy prototyp z silnikiem Goblin, zbudowano dwa egzemplarze.
- NF 10 – dwumiejscowy myśliwiec nocny dla RAF, 95 egzemplarzy, w tym 29 w wersji NF54.
- Sea Vampire Mk 10 – prototyp dla prób pokładowych, jedna konwersja.
- Mk 11 lub DH.115 Vampire Trainer – prywatny projekt, dwumiejscowy prototyp samolotu szkolnego.
- T 11 – dwumiejscowa wersja szkolna dla RAF, z silnikiem Goblin 35, 731 egzemplarzy.
- Sea Vampire F 20 – wariant pokładowy wersji FB 5, 18 egzemplarzy zbudowane przez English Electric.
- Sea Vampire Mk 21 – trzy konwersje do prób.
- Sea Vampire T 22 – dwumiejscowa wersja szkolna dla Royal Navy, 73 zbudowane przez De Havilland.
- FB 25 – wariant FB 5, 25 eksportowane do Nowej Zelandii.
- F 30 – jednomiejscowy samolot myśliwsko-bombowy dla RAAF-u, z silnikiem Roll-Royce Nene. 80 egzemplarzy zbudowane w Australii.
- FB 31 – z silnikiem Nene, 29 zbudowanych w Australii.
- F 32 – konwersja australijska z klimatyzacją, jeden egzemplarz.
- T 33 – dwumiejscowa wersja szkolna, z silnikiem Goblin, 36 egzemplarzy wyprodukowanych w Australii.
- T 34 – dwumiejscowa wersja szkolna dla Royal Australian Navy, 5 egzemplarzy wyprodukowanych w Australii.
- T 34A – wersja T 34 z fotelami wyrzucanymi.
- T 35 – dwumiejscowa wersja szkolna, 68 egzemplarzy zbudowanych w Australii.
- T 35A – konwersja T 33 do standardu T 35.
- FB 50 – eksportowany do Szwecji jako J 28B, 310 egzemplarzy, 12 potem przebudowane do standardu T 55.
- FB 51 – prototyp eksportowy dla Francji (jedna konwersja).
- FB 52 – wariant eksportowy wersji Mk 6, 101 egzemplarzy.
- FB 52A – jednomiejscowy samolot myśliwsko-bombowy dla Włoskich Sił Powietrznych, 80 egzemplarzy wyprodukowanych we Włoszech.
- FB 53 – jednomiejscowy samolot myśliwsko-bombowy dla Armée de l’air, 250 egzemplarzy wyprodukowanych we Francji, pod nazwą Sud-Est SE 535 Mistral.
- NF 54 – wariant eksportowy wersji NF 10 dla Włoskich Sił Powietrznych, 29 egzemplarzy.
- T 55 – wersja eksportowa samolotu szkolnego DH.115, 216 zbudowane i 6 konwersji z T 11.

## Użytkownicy
- Austria – T.11: 4, T.55: 5 w latach 1957–1972[2]
- Australia – Royal Australian Air Force, Royal Australian Navy
- Birma – T.55: 8
- Cejlon
- Chile
- Dominikana – F.1: 25 (od Szwecji); FB.50: 17 (od Szwecji)
- Egipt
- Irlandia
- Finlandia
- Francja
- Indie
- Indonezja – T.11: 6
- Irak
- Japonia
- Jordania
- Kanada
- Katanga – T.11: 2 (od Portugalii)
- Kongo
- Liban
- Meksyk
- Nowa Zelandia – Royal New Zealand Air Force
- Norwegia
- Portugalia
- Rodezja
- Syria
- Szwajcaria
- Szwecja – F.1 (J 28A): 70; FB.50 (J 28B): 310, T. 55 (J 28C): 57
- Wielka Brytania – Royal Air Force, Fleet Air Arm
- Wenezuela
- Włochy
- Południowa Afryka